# Patryk Czarnowski
Patryk Czarnowski (Ostróda, 1º novembre 1985) è un pallavolista polacco.
Gioca nel ruolo di centrale nello ZAKSA.

## Palmarès

### Club
- Campionato polacco: 2

2015-16, 2016-17
- Coppa di Polonia: 2

2009-10, 2016-17